# Сосна тропическая
Сосна тропическая (лат. Pinus tropicalis) — вид вечнозеленых хвойных деревьев рода Сосна семейства Сосновые (Pinaceae). Ареал распространения находится на западе Кубы и близлежащем острове Хувентуд. Вид растёт в низинах на высоте до 300 метров над уровнем моря. Не находится под угрозой исчезновения, древесина используется в лесном хозяйстве.

## Ботаническое описание
Вечнозелёные деревья высотой до 30 метров с диаметром ствола до 1,8 метра. Ствол прямостоячий. Кора толстая, грубая, чешуйчатая, красновато-коричневая и серая, когда подвергается атмосферным воздействиям. Распадается на пластины неправильной формы, которые в нижней части ствола разделены глубокими продольными трещинами. Ветви восходящие или раскидистые и образуют неравномерную, открытую крону. Ветки толстые, очень грубые, глянцевые, оранжево-коричневые в первый и второй год, позже становятся серыми.
Стебли шиловидные, изогнутые, чешуевидные, коричневые. Листовые почки яйцевидно-продолговатые, заостренные, с оттопыренными почковыми чешуями. Терминальные почки становятся длиной от 15 до 25 миллиметров, боковые почки короче и не смолистые. Хвоинки растут по две или редко по три в постоянных игольчатых влагалищах, которые сначала имеют длину около 20 мм, а затем укорачиваются до 10 мм. Хвоя остается на дереве в течение двух лет, она очень однородная, прямая и жесткая, иногда 15, в основном 20-30 миллиметров в длину и 1,5 миллиметра в толщину, зубчатая, заостренная, светло-зеленая или желтовато-зеленая. На всех сторонах игл имеется от шести до восьми стоматов. На одну иглу формируется от двух до девяти смоляных каналов.
Пыльцевые шишки удлинённо-яйцевидные или цилиндрические, длиной 2-3 сантиметра, диаметром около 5 миллиметров. Вначале они розоватые, затем становятся желтоватыми, а потом коричневыми. Семенные шишки одиночные, попарно или в мутовках до 6 штук на концах веток на коротких и толстых стеблях. Они стоят прямо или несколько наклонно. Молодые шишки пурпурно-красные около 10 миллиметров в длину, диаметром 5-7 миллиметров. Они созревают в течение двух лет. Зрелые шишки узкояйцевидные или суженные яйцевидные в закрытом состоянии, яйцевидные с уплощенным основанием в открытом состоянии. Затем они достигают длины 5-8 сантиметров и ширины 4-5,5 сантиметров, остаются на дереве в течение нескольких лет и опадают вместе с плодоножкой. От 100 до 120 тёмно-коричневых семенных чешуек удлиненные, прямые или сильно изогнутые. Апофиз плоский или слегка приподнятый, поперечно килеватый, ромбический или пятиугольный, радиально полосатый, светло- или красновато-коричневый. Семена отчетливо яйцевидные, несколько сплюснутые, 5 миллиметров в длину и 4 миллиметра в ширину, светло-серо-коричневого цвета. Семенное крыло длиной 12-15 миллиметров, шириной 5-6 миллиметров, желтоватое с чёрным или серым оттенком.
Вначале у сеянцев наблюдается снижение роста в высоту в сочетании с сильным ростом корней, что придает им травоподобный вид («травинистая стадия») и адаптацию к частым пожарам.

## Распространение и экология
Естественная зона распространения вида находится в провинции Пинар-дель-Рио на западе Кубы и на острове Исла-де-ла-Хувентуд. Растёт в низинах на прибрежных равнинах и в прилегающих горных предгорьях на высоте от 1 до 150, иногда до 300 метров над уровнем моря на бедных питательными веществами, песчаных или гравийных, хорошо дренированных молодых аллювиальных почвах. Климат тропический, со среднегодовым количеством осадков около 1200 миллиметров и длительными засушливыми периодами. Иногда встречается вместе с Pinus caribaea var. caribaea, которая также встречается на больших высотах. Pinus tropicalis часто растёт в саваннах с преобладанием травы и частыми пожарами. В таких условиях он имеет преимущество перед Pinus caribaea в формировании более устойчивых к огню саженцев, что также часто делает его единственным видом сосны в таких местах обитания.
Pinus tropicalis занесен в Красную книгу МСОП как вид «с пониженным риском». Однако отмечается, что переоценка ещё не завершена.

## Систематика и история исследований
Впервые вид был описан в 1851 году ботаником Пьером Мари Артуром Мореле в Revue Horticole de la Cote-d’Or. Материал, использованный для первого описания, был утерян, поэтому Алйос Фарйон и Брайан Стайлс определили материал из коллекции 1916 года Натаниэля Лорда Бриттона как типовой экземпляр в 1997 году. Во второй раз вид был описан Шоу в 1903 году как вид под названием Pinus terthrocarpa (синоним), повысив до видового статуса разновидность, описанную в 1866 году Августом Грисбахом как Pinus cubensis var. terthrocarpa. Родовое название Pinus cubensis var. terthrocarpa было впервые использовано в 1903 году.
Видовой эпитет tropicalis относится к тропическому ареалу вида.

## Использование
Pinus tropicalis является важным поставщиком древесины на Кубе, которая перерабатывается на местных лесопильных заводах. Древесина тяжелая и прочная, но в то же время смолистая. Несмотря на интенсивное использование, вид всё ещё широко распространён, и древостой может хорошо восстанавливаться, по крайней мере, вдали от пастбищ. Вид выращивают для лесного хозяйства на Кубе и в меньшей степени за пределами Кубы, например, в китайской провинции Гуандун.